# タルテッソス語
タルテッソス語（Tartessian language）は、イベリア半島の南西部、主にポルトガルの南部およびスペインの南西部で見られる南西文字の碑文に記録される消滅した言語である。このような碑文は 95 個あり、最も長いものには 82 個の解読可能な記号がある。それらの約3分の1は、初期の鉄器時代の大規模共同墓地や埋葬地で発見された。この碑文は紀元前7世紀にさかのぼり、南西文字を最も古い古スペイン文字と見なすのが通常であり、その文字は紀元前825年の碑文に見られる特定のフェニキア文字の形に最もよく似ている。碑文のうち5つは、骨壺墓地文化由来の後期青銅器時代の戦士の道具に掘られたと解釈されている石碑に刻まれている。